# Notwane Football Club
El Notwane Football Club és un club de futbol botswanès de la ciutat de Gaborone.

## Palmarès
- Lliga botswanesa de futbol: [1]
  - 1978, 1996, 1998
- Copa botswanesa de futbol: [2]
  - 1995, 1997, 2006
- Botswana Independence Cup: [2]
  - 2003, 2004
- Orange Kabelano Charity Cup: [2]
  - 2007